# Sredinom
Sredinom je osmi studijski album Dine Merlina iz 2000. godine u izdanju diskografske kuće "InTakt Records". Album je sniman u studijima InTakt (Gelsenkirchen), Šišmiš (Zagreb), Bouchnak (Tunis), Magaza (Sarajevo), Rasa (Sarajevo) i Maison Rouge (London).

## Popis pjesama
| Broj | Pjesma                              | Autor                     | Producent                                                              |  |
| ---- | ----------------------------------- | ------------------------- | ---------------------------------------------------------------------- |  |
| 1    | Halima                              | Dino Merlin               | Dino Merlin                                                            |  |
| 2    | Godinama (feat. Ivana Banfić        | Dino Merlin               | Dino Merlin, Enes Tvrtković                                            |  |
| 3    | Umri prije smrti                    | Dino Merlin               | Dino Merlin, Enes Tvrtković                                            |  |
| 4    | Baška ti                            | Dino Merlin               | Dino Merlin                                                            |  |
| 5    | Moj je život Švicarska              | Dino Merlin               | Dino Merlin, Enes Tvrtković                                            |  |
| 6    | Kremen                              | Tarik Kelifa, Dino Merlin | Dino Merlin, Enes Tvrtković                                            |  |
| 7    | Sredinom                            | Dino Merlin               | Dino Merlin, Adi Lukovac                                               |  |
| 8    | Esma                                | Dino Merlin               | Dino Merlin, Adi Lukovac, Brano Jakubović, Vedran Mujagić, Adnan Zilić |  |
| 9    | Sve je laž                          | Dino Merlin               | Dino Merlin                                                            |  |
| 10   | Hitna                               | Dino Merlin               | Dino Merlin                                                            |  |
| 11   | Kad si rekla da me voliš            | Emerson Hart, Dino Merlin | Dino Merlin                                                            |  |
| 12   | Da je tuga snijeg                   | Sezen Aksu, Dino Merlin   | Dino Merlin, Almir Buza                                                |  |
| 13   | Sam (feat. Adi Lukovac & Ornamenti) | Dino Merlin               | Dino Merlin, Adi Lukovac, Brano Jakubović, Vedran Mujagić, Adnan Zilić |  |
| 14   | Putnici (feat. Beatrice)            | Dino Merlin               | Dino Merlin, Srđan Kurpjel                                             |  |